# 後布羅赫科格爾山

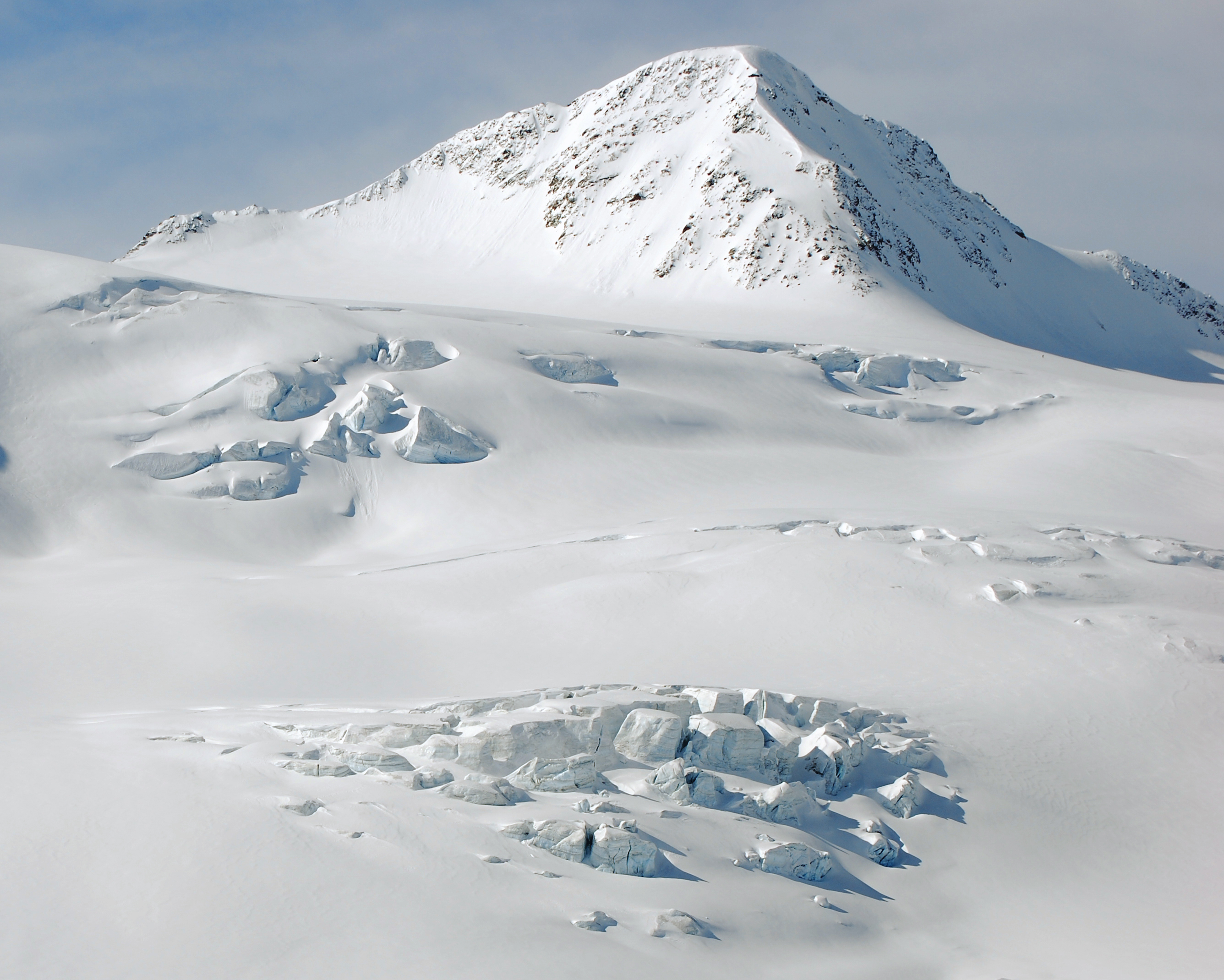

46°53′10″N 10°50′58″E / 46.88611°N 10.84944°E
後布羅赫科格爾山（德語：Hinterer Brochkogel），是奧地利的山峰，位於該國西部，由蒂羅爾州負責管轄，屬於奧茨塔爾阿爾卑斯山脈的一部分，距離維爾德山0.9公里，海拔高度3,623米，每年平均降雨量1,357毫米。